# Tex Avery
Frederick Bean Avery, detto Tex (Taylor, 26 febbraio 1908 – Burbank, 26 agosto 1980), è stato un regista, animatore e doppiatore statunitense.
Inventore dello stile stravagante dei cartoni animati della Hollywood anni quaranta, Tex Avery lavorò per gli studi di animazione di Universal Studios, Warner Bros. e Metro-Goldwyn-Mayer, ed è conosciuto per le sue creazioni di situazioni o universi deliranti. Tra i personaggi da lui creati si possono citare Bugs Bunny, Daffy Duck, Droopy, Screwball Squirrel e George and Junior, mentre aiutò a sviluppare Porky Pig e Chilly Willy nella forma in cui oggi sono più conosciuti.
Lo stile registico di Avery incoraggiò gli animatori ad espandere i confini del mezzo per fare in un cartone animato le cose che non potevano essere fatte nel mondo dei film live-action. Una frase spesso citata sui cartoni di Avery era: "In un cartone animato si può fare di tutto". Svolse anche un grande lavoro di doppiaggio nei suoi cartoni animati, di solito per personaggi minori (ad esempio il Babbo Natale visto brevemente in Who Killed Who?), e occasionalmente, sostituì Bill Thompson come Droopy. Fu anche responsabile di una serie di cartoni animati controversi che furono successivamente censurati per le loro rappresentazioni considerate oggi razziste (Censored 11), nonostante l'umorismo razziale irriverente e caricaturale (anche nei confronti di personaggi caucasici), così come quello sessuale e adulto in generale, fosse un suo noto marchio di fabbrica.

## Biografia

### Primi anni e Walter Lantz Productions
Avery nacque il 26 febbraio 1908 a Taylor (Texas) da George Walton Avery (1867-1935), originario dell'Alabama, e Maria Augusta "Jessie" Bean (1886-1931), originaria della Contea di Chickasaw (Mississippi). Avery, soprannominato "Tex", "Fred" e "Texas", si diplomò nel 1926 alla North Dallas High School. Un tormentone popolare nella sua scuola era "What's up, doc?" ("Che succede, amico?"), che lui avrebbe in seguito diffuso con Bugs Bunny nel 1940.
Avery iniziò la sua carriera nell'animazione presso la Walter Lantz Productions nei primi anni trenta, lavorando sulla maggior parte dei cortometraggi di Oswald il coniglio fortunato dal 1931 al 1935. Egli è accreditato come animatore nei titoli di testa dei corti, ma in seguito affermò di aver diretto due cartoni animati in questo periodo. Durante alcuni scherzi da ufficio nello studio di Walter Lantz, una puntina da disegno volò nell'occhio sinistro di Avery, facendogli perderne l'uso. Alcuni ipotizzano che fosse la sua mancanza di percezione della profondità a dargli la sua visione unica dell'animazione e il suo stile registico bizzarro.

### Leon Schlesinger Productions
Avery si trasferì alla Leon Schlesinger Productions alla fine del 1935, e convinse Leon Schlesinger a metterlo a capo di una sua unità produttiva di animatori per creare cartoni animati come voleva che fossero fatti. Schlesinger assegnò quindi l'unità Avery, tra cui gli animatori Robert Clampett e Chuck Jones, in un bungalow di cinque stanze del backlot a Sunset Boulevard della Warner Bros., in modo da non far sapere al predecessore di Avery Tom Palmer che stava per essere licenziato. L'unità di Avery, assegnata a lavorare soprattutto sulle Looney Tunes in bianco e nero anziché alle Merrie Melodies in Technicolor, presto soprannominò il bungalow "Termite Terrace", a causa della sua notevole popolazione di termiti. "Termite Terrace" in seguito divenne il soprannome per l'intero studio di Schlesinger, soprattutto perché Avery e la sua unità definirono lo stile per cui sono oggi famose le sue produzioni. Il loro primo cortometraggio, Gold Diggers of '49, è riconosciuto come il primo a fare di Porky Pig una star, e la sperimentazione di Avery con il medium continuò da lì.
Secondo Martha Sigall, Avery era uno dei pochi registi a visitare il reparto di inchiostro e vernice, e pensava che gli piacesse vedere come venivano fuori i suoi cartoni animati. Rispondeva alle domande ed era sempre di buon umore. Quando alcuni degli artisti criticarono ironicamente l'azione selvaggia nei suoi cortometraggi animati, Avery si sarebbe preso del tempo per spiegare la sua logica. Avery ricordò che durante il lavoro alla Warner Bros. avevano molta libertà, in quanto non avevano quasi alcuna censura sui cartoni animati.
Avery, con l'assistenza di Clampett, Jones, e il nuovo regista associato Frank Tashlin, gettò le basi per uno stile di animazione che detronizzò la Walt Disney Productions come regina dei cortometraggi animati, e creò una legione di star dei cartoni i cui nomi brillano ancora oggi nel mondo. Avery in particolare era profondamente coinvolto; essendo un perfezionista, creava costantemente gag per i cortometraggi, li doppiava periodicamente (includendo la sua famosa risata) e aveva un tale controllo sul ritmo dei cortometraggi che aggiungeva o tagliava fotogrammi dalla pellicola finale se sentiva che il ritmo di una gag non era giusto.
Caccia alle anatre introdusse il personaggio di Daffy Duck, che possedeva una nuova forma di "lunaticità" che non si era mai vista prima nei cartoni animati. Daffy era un'"anatra pazza" quasi completamente fuori controllo che spesso rimbalzava per tutto lo schermo a doppia velocità, urlando con una voce acuta e accelerata fornita dal veterano doppiatore Warner Mel Blanc, che, da questo corto, fornì anche la voce di Porky Pig. Avery diresse altri due cartoni di Daffy Duck: Caccia all'anatra e Daffy Duck a Hollywood. Egghead, co-protagonista di Caccia all'anatra, era un personaggio ispirato al comico Joe Penner che si sarebbe evoluto in Taddeo, ed era apparso per la prima volta in Egghead Rides Again di Avery.
Ben Hardaway (soprannominato "Bugs"), Cal Dalton e Chuck Jones diressero una serie di cortometraggi che avevano per protagonista un coniglio dal carattere simile a quello di Daffy Duck, creato da Hardaway. Come spesso succede, ogni regista metteva il suo timbro personale sui personaggi, storie e atmosfera generale di un cortometraggio. Così ognuno di questi cartoni trattava il coniglio in modo diverso. Il prossimo a provare il coniglio, noto in tutto Termite Terrace come "Bugs' bunny" ("coniglietto di Bugs", dal soprannome di Hardaway), fu Avery. Dal momento che il riciclaggio delle storie tra i registi era un luogo comune, Caccia al coniglio era un doppio ritorno al passato. Avery aveva diretto il corto del 1937 Caccia alle anatre con Porky Pig, che aveva introdotto Daffy Duck, quindi Hardaway l'aveva rifatto come Un coniglio imprendibile introducendo il coniglio. Così Avery tornò al quadro "cacciatore e preda", incorporando Elmer fotografo di Jones gag per gag e cambiando il design di Taddeo. Levigando i tempi, e ampliando l'atteggiamento da furbetto alla Groucho Marx già presente in Un coniglio imprendibile, fece di Bugs una sorta di coniglio super-cool di Brooklyn che era sempre in controllo della situazione e che gestiva gli anelli intorno ai suoi avversari. Avery dichiarò che era molto comune riferirsi alla gente in Texas come "doc", proprio come "pal", "dude" o "bud". In Caccia al coniglio, Bugs adotta questo colloquialismo quando cammina casualmente vicino a Taddeo, che è "a caccia di conigli", e mentre controlla con attenzione una tana di coniglio, fucile in mano, le prime parole che escono dalla bocca di Bugs sono un freddo e calmo "What's up, doc?". Il pubblico reagì sfrenatamente alla giustapposizione della nonchalance di Bugs alla situazione potenzialmente pericolosa, e "What's up, doc?" divenne istantaneamente il tormentone del coniglio. Avery finì per dirigere solo quattro cartoni animati di Bugs Bunny: Caccia al coniglio, La tartaruga e il coniglio, A caccia di stufato e Il lepre vendicativo. Durante questo periodo diresse anche una serie di cortometraggi one-shot, tra cui parodie dei documentari di viaggi (The Isle of Pingo Pongo), favolette morali (Orsi e lupi nel bosco), film con caricature di Hollywood (Una serata a Hollywood) e cartoni animati con cloni di Bugs Bunny (La quaglia se la squaglia).
Il mandato di Avery presso lo studio di Schlesinger si concluse alla fine del 1941, quando lui e il produttore litigarono riguardo al finale de Il lepre vendicativo. Nella versione originale di Avery, Bugs e il cane da caccia avrebbero dovuto cadere da un dirupo per tre volte, spremendo la gag al massimo della sua comicità. In un commento audio per l'edizione DVD, lo storico e animatore Greg Ford spiegò che il problema che Schlesinger aveva con il finale era che, poco prima di cadere per la terza volta, Bugs e il cane si voltavano verso lo schermo, mentre Bugs diceva "Aggrappatevi al vostro cappello, gente, ci risiamo!" Si pensa che questa fosse la battuta finale di una nota barzelletta osé dell'epoca. The Hollywood Reporter riferì il litigio il 2 aprile 1941. Avery fu sanzionato con una sospensione non retribuita di quattro settimane.

### Speaking of Animals
Mentre lavorava per Schlesinger, Avery creò un concetto sull'animare il movimento delle labbra degli animali in filmati live-action. Schlesinger non era interessato all'idea di Avery, così egli si rivolse a Jerry Fairbanks, un suo amico che produceva la serie di cortometraggi Unusual Occupations per la Paramount Pictures. A Fairbanks piacque l'idea, e la serie di corti Speaking of Animals fu lanciata. Quando Avery lasciò la Warner, andò dritto alla Paramount a lavorare sui primi tre cortometraggi della serie prima di unirsi alla Metro-Goldwyn-Mayer. La serie continuò senza di lui per sette anni.

### Metro-Goldwyn-Mayer
Il 2 settembre 1941 il Reporter annunciò che Avery aveva firmato un contratto di cinque anni con la Metro-Goldwyn-Mayer, dove avrebbe formato il proprio gruppo di animazione e diretto cortometraggi in Technicolor. Nel 1942 Avery era alle dipendenze della Metro-Goldwyn-Mayer, lavorando nella loro divisione di animazione sotto la supervisione di Fred Quimby. Avery sentiva che Schlesinger lo aveva soffocato. Alla domanda se gli mancassero i personaggi Looney Tunes rispose: "A volte, ma non mi manca nient'altro. La MGM è un diavolo di posto migliore per lavorare, in ogni modo, e le persone qui sono altrettanto grandi".
Alla MGM, la creatività di Avery raggiunse il suo picco. I suoi cortometraggi divennero noti per la loro follia pura, il ritmo a rotta di collo e un'inclinazione per giocare con il mezzo dell'animazione e del cinema in generale a cui pochi altri registi osavano avvicinarsi. La MGM gli offrì anche budget più alti e un livello di produzione di qualità superiore rispetto allo studio Warner. Inoltre, la sua unità era piena di artisti ex-Disney come Preston Blair e Ed Love. Questi cambiamenti erano evidenti nel primo cortometraggio di Avery distribuito dalla MGM, The Blitz Wolf, una parodia di Adolf Hitler che fu candidata per l'Oscar al miglior cortometraggio d'animazione nel 1943.
Il personaggio MGM più famoso di Avery debuttò nel 1943 in Dumb-Hounded. Droopy (originariamente "Happy Hound") era un cane tranquillo, piccolo e lento che alla fine vinceva sempre. Creò anche una serie di cartoni animati osé, a cominciare da Red Hot Riding Hood (1943), con una star femminile sexy di nome Red. Altri personaggi di Avery alla MGM includono Screwball Squirrel e il duo della serie George and Junior.
Altri corti MGM degni di nota diretti da Avery includono King-Size Canary (1947), Lucky Ducky (1948), Bad Luck Blackie (1949), Ventriloquist Cat (1950), Magical Maestro (1952) e Cellbound (1955). Avery iniziò il suo lavoro alla MGM lavorando con colori lussureggianti e sfondi realistici, ma pian piano abbandonò questo stile per un approccio più frenetico e meno realistico. Il look più stilizzato riflette l'influenza della UPA, la necessità di ridurre i costi con la crescita dei budget, e il desiderio di Avery di lasciarsi alle spalle la realtà e fare cartoni animati che non fossero legati al mondo reale del live action. Durante questo periodo fece una serie di film degni di nota che esploravano la tecnologia del futuro.
Avery si prese un anno sabbatico dalla MGM dall'inizio del 1950, durante il quale Dick Lundy, recentemente arrivato dallo studio di Walter Lantz, rilevò la sua unità e diresse un cartone animato di Droopy, così come una serie di cortometraggi con un vecchio personaggio, Barney Bear. Avery tornò alla MGM nel mese di ottobre 1951 e ricominciò a lavorare. I suoi ultimi due corti per la MGM furono Droopy vice-sceriffo e Cellbound, completati nel 1953 e distribuiti nel 1955. Essi furono co-diretti dall'animatore dell'unità di Avery Michael Lah. Lah iniziò a dirigere una manciata di corti con Droopy in CinemaScope da solo. Un esausto Avery lasciò la MGM nel 1953 per tornare allo studio di Walter Lantz.

### Post-MGM e ultimi anni
Il ritorno di Avery allo studio di Lantz non durò a lungo. Diresse quattro corti tra il 1954 e il 1955: Crazy Mixed-Up Pup, Shh-h-h-h-h, I'm Cold e The Legend of Rockabye Point, in cui definì il personaggio del pinguino Chilly Willy. Anche se The Legend of Rockabye Point e Crazy Mixed-Up Pup furono candidati all'Oscar, Avery lasciò la Walter Lantz Productions per una disputa salariale, ponendo fine di fatto alla sua carriera nell'animazione cinematografica.
Si rivolse quindi alla pubblicità televisiva, in particolare gli spot della Raid degli anni sessanta e settanta e la controversa mascotte della Frito-Lay, Frito Bandito. Avery produsse anche spot per le bevande alla frutta Kool-Aid con protagonisti i personaggi della Warner Bros. che un tempo aveva contribuito a creare durante i suoi giorni al Termite Terrace. Durante gli anni sessanta e settanta, Avery divenne sempre più riservato e depresso, anche se continuò a essere rispettato. Il suo ultimo datore di lavoro fu la Hanna-Barbera, dove scrisse gag per i cartoni del sabato mattina come Kwicky Koala.
Tex Avery morì il 26 agosto 1980 di cancro al fegato al Providence Saint Joseph Medical Center di Burbank (contea di Los Angeles), all'età di 72 anni. Venne sepolto al Forest Lawn Memorial Park (Hollywood Hills).